# Phân biệt dân tộc ở Việt Nam
Phân biệt dân tộc ở Việt Nam là thái độ phân biệt của người Kinh chiếm đa số đối với các dân tộc thiểu số như người Thượng, người Chăm, người Khmer Krom và người Hoa. Tình trạng phân biệt xảy ra trong một số giai đoạn lịch sử như thái độ của nhà Nguyễn sau khi đàn áp các cuộc nổi loạn của người Chăm trong những năm 1830; sự phân biệt người Hoa khi họ chống lại việc nhập tịch của Việt Nam cộng hòa và chính phủ Việt Nam thống nhất sau năm 1975. Nhà nước Việt Nam từ sau năm 1975 luôn duy trì chính sách Đại đoàn kết dân tộc, nhiều văn bản pháp luật ban hành nghiêm cấm tình trạng phân biệt, như việc cấm gọi người Khmer là Miên vào năm 1995. Ở chiều ngược lại, các dân tộc người Thượng, người Chăm, người Khmer Krom cũng có thái độ phân biệt đối với người Kinh, và thái độ phân biệt này gắn với việc chuyển sang chủ nghĩa ly khai. So với sự phân biệt dân tộc thì sự phân biệt vùng miền ở Việt Nam nổi bật hơn.

## Lịch sử
Địa bàn định cư ban đầu của người Việt tập trung ở khu vực miền Bắc Việt Nam ngày nay. Từ thế kỷ 11, người Việt di dân về phía nam đến sống trên các phần lãnh thổ Chăm Pa của người Chăm mà ngày nay là miền Trung của Việt Nam. Đến đầu thế kỷ 17, người Việt di cư xa hơn đến sống trên phần lãnh thổ của các vua chúa Campuchia mà ngày nay là Nam Bộ. Đến thế kỷ 19, nhà Nguyễn chiếm các vùng đất Tây Nguyên nơi định cư của nhiều dân tộc được gọi chung là người Thượng. Qua nhiều biến động chính trị và lịch sử, các vùng đất này đã sáp nhập vào bản đồ nước Việt. Tuy nhiên, vẫn còn bộ phận đáng kể người Chăm và đông đảo người Khmer, các dân tộc người Thượng hiện đã sống bên trong chủ quyền của Việt Nam.
Ngoại trừ người Kinh được xem là dân tộc đa số, số lượng dân tộc thiểu số tại Việt Nam tính đến năm 2019 là vào khoảng 14,68% dân số với khoảng hơn 14 triệu người.

### Phân biệt trong lịch sử
Trong quá khứ, người Khmer và các sắc dân người Thượng từng được người Việt gọi là "mọi" (man rợ).
Các phương tiện truyền thông chính phủ người Kinh thường mô tả các dân tộc thiểu số vùng cao là "dốt", "mù chữ", "lạc hậu" và cho rằng họ nghèo và kém phát triển vì họ không có kỹ năng kinh tế và nông nghiệp. Người Kinh định cư ở vùng cao có định kiến và quan điểm tiêu cực về người vùng cao, hầu như không có bất kỳ cuộc hôn nhân nào và ít tương tác vì họ cố tình chọn sống ở các bản làng khác với các dân tộc Kinh khác. Chính phủ Việt Nam đã thúc đẩy việc di cư của người Kinh lên vùng cao như mang lại "sự phát triển" cho người dân vùng cao.

## Xung đột dân tộc

### Tranh chấp đất đai
Năm 1956, Tổng thống Ngô Đình Diệm đưa ra các chương trình tái định cư người Kinh Việt Nam và các dân tộc thiểu số phía Bắc vào Tây Nguyên. Các chương trình này cũng tìm cách hòa nhập người Thượng vào xã hội chính thống của Việt Nam Đây là khởi đầu của cuộc đấu tranh giữa người Kinh và người Thượng. Sau chiến tranh Việt Nam, chính phủ đã khuyến khích người Kinh tái định cư ở vùng cao nguyên để trồng cà phê sau khi nhu cầu về cà phê trên thế giới bùng nổ. Khoảng 1.000.000 người Kinh được tổ chức định cư đến các vùng cao nguyên miền Trung. Việc định cư này đã gây ra xung đột giữa người Kinh và người Thượng vì người Thượng cho rằng người Kinh đang lấn chiếm đất đai của họ. Cuộc xung đột này dẫn đến sự phẫn nộ của người Thượng dẫn đến một số cuộc biểu tình chết người chống lại người Kinh.

### Cáo buộc đàn áp tôn giáo
Người Thượng đã phải đối mặt với sự đàn áp tôn giáo từ chính quyền cộng sản Việt Nam kể từ khi chiến tranh Việt Nam kết thúc. Chính phủ Việt Nam có danh sách các tổ chức tôn giáo được chính phủ phê duyệt và yêu cầu tất cả các nhóm tôn giáo phải đăng ký với chính phủ. Bất kỳ nhóm tôn giáo nào bị coi là đi ngược lại lợi ích quốc gia đều bị đàn áp và đóng cửa. Chính phủ Việt Nam tuyên bố các nhóm tôn giáo người Thượng độc lập lợi dụng tôn giáo để kích động bất ổn. Họ sử dụng điều này để biện minh cho việc bắt giữ, giam giữ và thẩm vấn các nhà hoạt động chính trị người Thượng, các nhà lãnh đạo, và đóng cửa các nhà thờ người Thượng chưa đăng ký. Những người theo dõi các nhà thờ không đăng ký và các nhà hoạt động tôn giáo cũng đã bị chính quyền sách nhiễu, bắt giữ, bỏ tù hoặc quản thúc tại gia.
Năm 2001 và 2004, đã có hàng ngàn người Thượng phản đối. Họ phản đối sự đàn áp và đàn áp tôn giáo từ chính phủ Việt Nam và đòi lại đất đai của họ. Năm 2001, có một phong trào đòi độc lập của người Thượng do các thành viên tổ chức MFI tạo điều kiện. Những cuộc biểu tình này dẫn đến những cái chết và những vụ bỏ tù hàng loạt.

### Hoạt động ly khai
Do các hoạt động liên quan đến tranh chấp đất đai vào tháng 8 năm 2000, khoảng 150 người Ê Đê tấn công một khu định cư của người Việt trồng cà phê khiến nhiều người bị thương, dẫn đến việc an ninh khu vực đã bị kiểm soát chặt chẽ. Vào ngày 22 tháng 9 năm 2000, một cuộc họp nội bộ của tổ chức chính trị FULRO diễn ra tại một biệt thự nhỏ do Ksor Kok sở hữu ở thành phố Spartansburg, Pennsylvania đã tuyên bố thành lập nhà nước Đêga và thúc đẩy kế hoạch xây dựng phong trào giành độc lập tại Tây Nguyên. Trong tiến trình ly khai, nhiều cuộc biểu tình, bạo loạn cũng được diễn ra sau đó như vào năm 2001 với nhiều cuộc biểu tình của dân tộc thiểu số ở Đắk Lắk, Gia Lai, Kon Tum; việc bắt giữ 324 người liên quan đến FULRO ở Kon Tum; tấn công trụ sở cảnh sát tỉnh Gia Lai; hay biểu tình, bạo động ngày Lễ Phục Sinh năm 2004 với sự tham gia của tổng cộng khoảng hàng chục nghìn người Thượng tại Đắk Lắk, Gia Lai, Đắk Nông.
Vào tháng 3 năm 2024, Bộ Công an Việt Nam đã liệt kê "Nhóm Hỗ trợ người Thượng - MSGI" và "Người Thượng vì công lý - MSFJ" vào danh sách các tổ chức khủng bố do liên quan đến hoạt động trong vụ tấn công tại Đắk Lắk một năm trước đó. Các tổ chức này bị chính quyền Việt Nam cáo buộc đã lợi dụng người dân tộc thiểu số đế sử dụng bạo lực, khủng bố, kích động biểu tình, bạo lọn để đòi ly khai, tự trị và thành lập Nhà nước mới ở Tây Nguyên.

## Chính sách dân tộc
Việt Nam công nhận dân tộc thiểu số nhưng không công nhận dân cư bản địa. Chính phủ thực thi chính sách Đại đoàn kết dân tộc và ban hành nhiều văn bản ngăn chặn việc sử dụng từ ngữ phân biệt. Nhiều chính sách ưu đãi dành cho người dân sống ở vùng sâu vùng xa trong đó có người dân tộc thiểu số được thực hiện.
Theo Luật Mặt trận tổ quốc Việt Nam 2015, chính phủ Việt Nam cũng ban hành Ngày truyền thống và Ngày hội đại đoàn kết toàn dân tộc được diễn ra vào 18 tháng 11 hàng năm nhằm mục đích kết nối khối đại đoàn kết giữa các dân tộc tại Việt Nam.

## Đánh giá
Trong một phát ngôn tại Liên Hợp Quốc với Ủy ban Công ước Quốc tế về xóa bỏ tất cả các hình thức Phân biệt chủng tộc vào ngày 30 tháng 11 năm 2023 cho rằng, Việt Nam không còn sử dụng từ "người bản địa" mà đã thay thế thành "người dân tộc thiểu số". Tuy nhiên, phát ngôn này sau đó đã nhận về ý kiến trái chiều trong và ngoài nước khi một số cá nhân đã cho rằng "người bản địa" đã có từ lâu và ở Việt Nam phải có ít nhất ba dân tộc bản địa bao gồm Kinh, Chăm Pa và Khmer Krom.